# Chrastince
Chrastince é um município da Eslováquia, situado no distrito de Veľký Krtíš, na região de Banská Bystrica. Tem 4 km² de área e sua população em 2018 foi estimada em 212 habitantes.

## Demografia
| Ano:        | 1994 | 2004   | 2014   | 2024    |
| ----------- | ---- | ------ | ------ | ------- |
| Broj ljudi: | 233  | 241    | 243    | 201     |
| Razlika:    |      | +3,43% | +0,82% | -17,28% |

| Ano:               | 2023 | 2024  |
| ------------------ | ---- | ----- |
| Número de pessoas: | 200  | 201   |
| Diferença:         |      | +0,5% |